# Charlotte Verkeyn
Charlotte Verkeyn, née le 6 janvier 1989 à Ostende, est une femme politique belge, membre de la Nieuw-Vlaamse Alliantie (N-VA).

## Biographie
Charlotte Verkeyn nait le 6 janvier 1989 à Ostende.
Aux élections législatives fédérales de 2024, Charlotte Verkeyn est élue à la Chambre des Représentants.